# Hebius khasiense
Hebius khasiense är en ormart som beskrevs av Boulenger 1890. Hebius khasiense ingår i släktet Hebius och familjen snokar. Inga underarter finns listade i Catalogue of Life.
Arten förekommer i östra Asien. Den hittas i delstaten Assam i Indien, i provinserna Yunnan och Xizang (Tibet) i Kina, i Myanmar, Thailand, Laos, Kambodja och Vietnam. Antagligen lever Hebius khasiense även i Bhutan. Honor lägger ägg.